# Bohuslav Večeřa
Bohuslav Večeřa (* 14. Mai 1925; † 25. Juli 1977) war ein tschechoslowakischer Politiker der Kommunistischen Partei KSČ (Komunistická strana Československa), der unter anderem von 1970 bis 1976 Minister für Landwirtschaft und Ernährung sowie anschließend von 1976 bis zu seinem Tode 1977 Botschafter in der Volksrepublik Bulgarien war.

## Leben
Večeřa arbeitete nach einer Ausbildung zum Schuhmacher in Schuhfabriken und trat in dieser Zeit der Kommunistischen Partei KSČ (Komunistická strana Československa) bei. 1950 wurde er hauptberuflicher Funktionär der KSČ und war zunächst Landwirtschaftssekretär des Bezirksparteikomitees des Okres Jihlava sowie anschließend zwischen 1957 und 1967 Landwirtschaftssekretär des Regionalparteikomitees der Liberecký kraj, ehe er von 1967 bis 1970 Sekretär für Landwirtschaft des Regionalparteikomitees der Severočeský kraj war. Im Anschluss war er von 1970 bis 1971 Absolvent der Parteihochschule der KPdSU.
Nach seiner Rückkehr wurde am 28. Januar 1970 in der ersten Regierung von Ministerpräsident Lubomír Štrougal Vorsitzender des Ausschusses für Landwirtschaft und Ernährung im Range eines Ministers (Ministr - předseda Výboru pro zemědělství a výživu). Am 1. Januar 1971 bekleidete er nach einer Neuorganisation das Amt des Landwirtschaftsministers (Ministr zemědělství), ehe er schließlich am 9. Dezember 1971 in der zweiten Regierung Štrougal formell die Amtsbezeichnung Minister für Landwirtschaft und Ernährung (Ministr zemědělství a výživy). Dieses Ministeramt bekleidete er bis zum 14. September 1976 und wurde dann durch Josef Nágr abgelöst.
Am 27. November 1971 wurde er zudem Mitglied der Föderationsversammlung (Federální shromáždění) und gehörte dem Parlament der Tschechoslowakei bis zum 21. Oktober 1976 an. Innerhalb des Parlaments war er Mitglied der Volkskammer (Sněmovna lidu), die sich aus 200 in Wahlbezirken gewählten Mitgliedern zusammensetzte. Nach seinem Ausscheiden aus Regierung und Parlament wurde er 1976 Botschafter in der Volksrepublik Bulgarien und bekleidete diesen diplomatischen Posten bis zu seinem Tode am 25. Juli 1977.